# ابن (إملاء)
من الأسماء العشرة كلمةُ «ابْن» التي تُكتب إما بإثباتِ همزةِ الوصلِ أو بحذفِها فتصير «بْن»، ولا فرقَ بين الرسمين في اللفظِ وإنما الفرقُ في المعنى. ويُخطئ من يقطَع همزتها فيقرؤها في دَرْجِ الكلام «*إِبْن»، كما يخطئ من يكسِر باءَها (*بِن) فهي ساكنةٌ أبدا. والقاعدةُ:
- أن تَحذف همزةَ الوصل (بن) إذا وقعت بين عَلَمَين لا يفصلهما عنها فاصل، ثانيُهما أبٌ للأولِ (أو أُمٌّ أو جدٌّ)، وكانت بدلًا من الاسم الذي قبلها (أو عطفَ بيانٍ عليه)، كما في قولك «هو محمدُ بْنُ عبدِ الله.»
- وأن تُثبتها (ابن) في ما عدا ذلك:
  - فتكتب مثلا «مستشفى ابنِ سينا» لأنها لم تقع بين علمين، ولأن «ابن سينا» مضاف إلى «مستشفى» وليس بدلًا منه (فوجب خفضه وعلامته الكسرة).
  - وتكتب «عبدُ اللهِ ابْنُ عُمَرَ» جوابا عن سؤال «من عبد الله؟» مع أنها جاءت بين علمين متصلةً بهما ثانيهما أب للأول، لأن «ابن عمر» ليس بدلًا من «عبد الله» وإنما خبره.

ومما يحسُن ذكره هنا، وإن لم يتعلق بإملاء كلمة ابن، أن العلم الأول إن كان منوَّنًا (محمدٌ) يُحذَف تنوينُه على الأصحِّ دفعًا لالتقاء الساكنين (محمدُ بْنُ عبدِ الله).

## همزة ابنة
تأتي «ابْنَة» بإثبات همزة الوصل أو بحذفها (بْنَة) وينطبق عليها ما قيل في همزة «ابْن»، بَيدَ أنَّها أقل استعمالًا من مرادفها «بِنْت».